# Spanish is the Loving Tongue
Spanish is the Loving Tongue («El español es la lengua del amor») es una canción estadounidense basada en el poema A Border Affair («Un escarceo fronterizo»), escrito en 1907 por Charles Badger Clark (1883-1957). El poema fue publicado en 1915.
Clark fue un vaquero y poeta, que vivió en el Oeste de EEUU. Recibió la laureada como poeta de Dakota del Sur en 1937.
El poema fue musicado por Billy Simon en 1925. La canción ha sido versionada por un gran número de artistas de primer nivel, incluyendo a Ronnie Gilbert, Bob Dylan, Ian & Sylvia, Tom Paxton, Judy Collins, Marianne Faithfull, Emmylou Harris, Michael Martin Murphey y el The Chad Mitchell Trio (con el título "Adiós, mi Corazón").
La composición se popularizó cuando Richard Dyer-Bennett la grabó.

## Letra
Existen distintas versiones de la canción con algunas variaciones en la letra. Así, Ronnie Gilbert, introduce versos en español diferentes a la versión de abajo, como: «Tú eres mi luna, tú eres mi sol».
El poema original A Border Affair que inspiró la canción tiene contenidos que se han variado u omitido respecto a las versiones de las canciones.
La siguiente versión es de Bob Dylan, traducido a la derecha al español.
| Spanish is the loving tongue, Soft as music, light as spray, There was a girl I learned it from, living down Sonora way. I don't look much like a lover Still I hear her loved words over Mostly when I am all alone, "Mi amor, mi corazón" On the nights that I would ride, She would listen for my spurs, Throw that big door open wide, Raise those laughing eyes of hers. Oh, how the hours would go a-flyin! All too soon I'd hear her sighin' In her sweet and quiet tone. "Mi amor, mi corazón" But I had to fly one time, All 'cause of a stupid gambling fight, And so we said a soft goodbye, On that dark, unlucky night. How oftentimes to me she's clinging! And in my ears the hoofbeats ringing, As I galloped north alone. "Adiós, mi corazón" Haven't seen her since that night, I can't cross the line, you know. She was Mex and I was white, Like as not it's better so. Still I've always kind of missed her, Since that last wild night I kissed her, I broke her heart, lost my own. "Adiós, mi corazón" | El español es la lengua del amor, Suave como la música, brillante como el rocío. Eso fue lo que aprendí de una chica, Viviendo allá en Sonora. No luzco mucho como un enamorado. Todavía escucho sus amadas palabras, Sobre todo cuando estoy completamente solo. "Mi amor, mi corazón". En las noches que saliera a montar, Ella escucharía mis espuelas, Abriría de par en par esa enorme puerta, Llamaría la atención de sus ojos risueños. Oh, ¡cómo pasarían las horas volando! Y muy pronto la escucharía suspirando. Con su dulce y suave voz. "Mi amor, mi corazón". Pero hace tiempo tuve que huir, Todo por una estúpida pelea de apostadores. Así que nos despedimos rápidamente, esa oscura y desafortunada noche. ¡Cuántas veces me ha sujetado con fuerza!, Y en mis oídos resonaban los cascos, Galopando, solo, hacia en norte. "Adiós, mi corazón". No la he vuelto a ver desde esa noche. No puedo cruzar la frontera, lo sabes. Ella era mexicana y yo un blanco, Y como si así no fuera, es mejor. Todavía lamento haberla perdido, Desde la última salvaje noche en que la besé. Le rompí el corazón, perdí el mío. "Adiós, mi corazón". |